# Edmund Bursche
Edmund Bursche (ur. 17 lipca 1881 w Zgierzu, zm. 26 lipca 1940 w KL Gusen) – polski teolog ewangelicki, pastor, historyk Kościoła i proboszcz, przyrodni brat biskupa Juliusza Burschego.

## Życiorys
Był synem proboszcza ewangelicko-augsburskiego w Zgierzu, późniejszego superintendenta w Płocku Ernsta Wilhelma Burschego z jego drugiego małżeństwa z Marią Matyldą z domu Harmel.
Po ukończeniu nauki w IV Gimnazjum w Warszawie studiował na wydziale teologii ewangelickiej na uniwersytecie w Tartu. Był członkiem Konwentu Polonia. W roku 1905 został ordynowany na pastora Kościoła Ewangelickiego i został diakonem i proboszczem różnych gmin Ziemi Łódzkiej, ostatnio w Łowiczu. W roku 1915 został zesłany w głąb Rosji, skąd powrócił w roku 1918. Za sprzeciw wobec tworzenia odrębnych szkół dla dzieci ewangelickich został uwięziony przez niemieckie władze okupacyjne i odzyskał wolność 11 listopada 1918.
W latach 1919–1920 studiował teologię na uniwersytecie w Bazylei. W latach 1922–1939 pięciokrotnie pełnił obowiązki dziekana Wydziału Teologii Ewangelickiej Uniwersytetu Warszawskiego, a w roku 1929 powołany na profesora teologii ewangelickiej na tejże uczelni. W roku 1930 otrzymał godność doktora honoris causa uniwersytetu w Bazylei.
11 listopada 1937 otrzymał Krzyż Komandorski Orderu Odrodzenia Polski.
W grudniu 1937 roku jako jeden z sześćdziesięciu profesorów Uniwersytetu Poznańskiego, Warszawskiego i Wileńskiego był sygnatariuszem oświadczenia wyrażającego sprzeciw wobec „wszelkich dążeń do ograniczenia praw ze względów wyznaniowych, narodowościowych, czy rasowych, zwłaszcza jeśli dotyczyć one mają studentów” jako protest przeciwko wprowadzeniu getta ławkowego na wyższych uczelniach.
W pierwszych dniach okupacji niemieckiej 1939 został aresztowany przez Gestapo i zesłany do KZ Oranienburg a później do KZ Gusen, gdzie został skierowany do pracy w kamieniołomie. Zmarł wskutek zapalenia płuc. Symboliczny grób znajduje się na cmentarzu ewangelicko-augsburskim w Warszawie (aleja E, grób 13).
Wraz z nim aresztowano jego braci: Juliusza, Alfreda, Teodora oraz bratanka Stefana. Jego młodszy brat Alfred był znanym prawnikiem. Zginął w Mauthausen 15 stycznia 1942. Stefan był inżynierem mechanikiem, został rozstrzelany w lasach lućmierskich 17 lutego 1942 r. Ich brat Teodor jako jedyny z braci przeżył obozy w Oranienburgu i Gusen, jako architekt odbudowywał zabytki Warszawy.
Edmund Bursche był małżonkiem Janiny z domu Scheller (1884–1974) i ojcem dwóch córek: Zofii (ur. 1915, żony Edwarda Marczewskiego) i Danuty (1922–1996).